# Cikote (Pakrác)
Cikote falu Horvátországban Pozsega-Szlavónia megyében. Közigazgatásilag Pakráchoz tartozik.

## Fekvése
Pozsegától légvonalban 24, közúton 37 km-re északnyugatra, községközpontjától légvonalban 15, közúton 23 km-re keletre, Nyugat-Szlavóniában, a Psunj-hegység északi részén, 500 méteres magasságban fekszik.

## Története
A falu területe már az őskorban is lakott volt, ezt bizonyítják a határában található Kamen régészeti lelőhely leletei. A mai település török uralom idején keletkezett, amikor Boszniából érkezett pravoszláv vlachok betelepültek be ide. Első írásos említése 1698-ban „Csikute” alakban 7 portával a török uralom alól felszabadított települések összeírásában történt. A 17. század végétől a török kiűzése után a területre folyamatosan telepítették be a keresztény lakosságot. Az első katonai felmérés térképén „Dorf Czikota” néven találjuk. Lipszky János 1808-ban Budán kiadott repertóriumában „Czikota” néven szerepel. Nagy Lajos 1829-ben kiadott művében „Czikota” néven összesen 49 házzal és 286 ortodox vallású lakossal találjuk.
1857-ben 241, 1910-ben 291 lakosa volt. 1910-ben a népszámlálás adatai szerint teljes lakossága szerb anyanyelvű volt. Pozsega vármegye Pakráci járásának része volt. Az első világháború után 1918-ban az új szerb-horvát-szlovén állam, majd később (1929-ben) Jugoszlávia része lett. 1991-ben lakosságának 99%-a szerb nemzetiségű volt. A délszláv háború idején kezdettől fogva szerb ellenőrzés alatt volt. A horvát hadsereg 123. verőcei dandárjának alakulatai az Orkan ’91 hadművelet második szakaszában 1991. december 30-án foglalták vissza. Szerb lakossága nagyrészt elmenekült. 2011-ben már csak 7 állandó lakosa volt.

## Lakossága
| Lakosság változása | Lakosság változása | Lakosság változása | Lakosság változása | Lakosság változása | Lakosság változása | Lakosság változása | Lakosság változása | Lakosság változása | Lakosság változása | Lakosság változása | Lakosság változása | Lakosság változása | Lakosság változása | Lakosság változása | Lakosság változása |
| ------------------ | ------------------ | ------------------ | ------------------ | ------------------ | ------------------ | ------------------ | ------------------ | ------------------ | ------------------ | ------------------ | ------------------ | ------------------ | ------------------ | ------------------ | ------------------ |
| 1857               | 1869               | 1880               | 1890               | 1900               | 1910               | 1921               | 1931               | 1948               | 1953               | 1961               | 1971               | 1981               | 1991               | 2001               | 2011               |
| 241                | 288                | 236                | 250                | 243                | 291                | 234                | 278                | 262                | 267                | 230                | 173                | 117                | 68                 | 8                  | 7                  |